# 全米製作者組合賞 ドキュメンタリー映画賞
全米製作者組合賞 ドキュメンタリー映画賞（Producers Guild of America Award for Outstanding Producer of Documentary Theatrical Motion Pictures）は、全米製作者組合が2007年より贈る賞である。
2022年度までの受賞作15本のうち8本がアカデミー長編ドキュメンタリー映画賞と一致している。

## 受賞及び候補作

### 2000年代
| 年            | 作品                                               | プロデューサー                                                                                      | 参照  |
| ------------- | -------------------------------------------------- | --------------------------------------------------------------------------------------------------- | ----- |
| 2007 (第19回) | 『シッコ』                                         | マイケル・ムーア、メーガン・オハラ                                                                  | [ 1 ] |
| 2007 (第19回) | Body of War                                        | フィル・ドナヒュー、エレン・スパイロ                                                                | [ 1 ] |
| 2007 (第19回) | Hear and Now                                       | アイリーン・テイラー・ブロドスキー                                                                  | [ 1 ] |
| 2007 (第19回) | Pete Seeger: The Power of Song                     | ジム・ブラウン、マイケル・コール、ウィリアム・アイゲン                                              | [ 1 ] |
| 2007 (第19回) | 『ヒロシマナガサキ』                               | スティーヴン・オカザキ                                                                              | [ 1 ] |
| 2008 (第20回) | 『マン・オン・ワイヤー』                           | サイモン・チン                                                                                      | [ 2 ] |
| 2008 (第20回) | 『スタンダード・オペレーティング・プロシージャー』 | ジュリー・アールバーグ、エロール・モリス                                                            | [ 2 ] |
| 2008 (第20回) | Trouble the Water                                  | カール・ディール、ティア・レッシン                                                                  | [ 2 ] |
| 2009 (第21回) | 『ザ・コーヴ』                                     | フィッシャー・スティーヴンス、ポーラ・デュプレ・ペスメン                                            | [ 3 ] |
| 2009 (第21回) | 『ビルマVJ 消された革命』                          | リセ・レンズ・メラー                                                                                | [ 3 ] |
| 2009 (第21回) | 『セルジオ テロに死す 〜イラク復興を託された男〜』 | ジョン・バトセック、グレッグ・バーカー、ジュリー・ゴールドマン                                      | [ 3 ] |
| 2009 (第21回) | Soundtrack for a Revolution                        | ジョスリン・バーンズ、ジム・チャルネッキ、ビル・グッテンタグ、ダン・スターマン、 ディラン・ネルソン | [ 3 ] |

### 2010年代
| 年            | 作品                                                                          | プロデューサー | 参照          |
| ------------- | ----------------------------------------------------------------------------- | --- | ------------- |
| 2010 (第22回) | 『スーパーマンを待ちながら』                                                  | レスリー・チルコット | [ 4 ]         |
| 2010 (第22回) | Client 9: The Rise and Fall of Eliot Spitzer                                  | マイケン・ベアード、アレックス・ギブニー、ジェド・ワイダー、トッド・ワイダー                                                     | [ 4 ]         |
| 2010 (第22回) | Earth Made of Glass                                                           | リード・カロリン、デボラ・スクラントン                                                                                           | [ 4 ]         |
| 2010 (第22回) | 『インサイド・ジョブ 世界不況の知られざる真実』                               | チャールズ・ファーガソン、オードリー・マーズ                                                                                     | [ 4 ]         |
| 2010 (第22回) | Smash His Camera                                                              | リンダ・サファイア、アダム・シュレシンジャー                                                                                     | [ 4 ]         |
| 2010 (第22回) | The Tillman Story                                                             | ジョン・バトセック | [ 4 ]         |
| 2011 (第23回) | 『ビーツ、ライムズ・アンド・ライフ 〜ア・トライブ・コールド・クエストの旅〜』 | マイケル・ラパポート、エドワード・パークス、フランク・メル、デブラ・コフラー                                                     | [ 5 ]         |
| 2011 (第23回) | 『ビル・カニンガム&ニューヨーク』                                             | フィリップ・ゲフター | [ 5 ]         |
| 2011 (第23回) | 『プロジェクト・ニム』                                                        | サイモン・チン | [ 5 ]         |
| 2011 (第23回) | 『アイルトン・セナ 〜音速の彼方へ』                                           | ジェームズ・ゲイ＝リース | [ 5 ]         |
| 2011 (第23回) | The Union                                                                     | キャメロン・クロウ、ミシェル・パネック                                                                                           | [ 5 ]         |
| 2012 (第24回) | 『シュガーマン 奇跡に愛された男』                                             | マリク・ベンジェルール、サイモン・チン                                                                                           | [ 6 ]         |
| 2012 (第24回) | A People Uncounted                                                            | マーク・スウェンカー、アーロン・イェーガー                                                                                       | [ 6 ]         |
| 2012 (第24回) | The Gatekeepers                                                               | エステル・フィアロン、フィリッパ・コワルスキー、ドロール・モレ                                                                   | [ 6 ]         |
| 2012 (第24回) | 『南の島の大統領-沈みゆくモルディブ-』                                        | リチャード・ベルジェ、ボンニ・コーエン                                                                                           | [ 6 ]         |
| 2012 (第24回) | 『もう一つのドリームチーム 』                                                 | マリウス・マルケヴィシウス、ジョン・ヴァインバッハ                                                                               | [ 6 ]         |
| 2013 (第25回) | 『ストーリー・オブ・ウィキリークス 正義と犯罪の狭間』                         | アレクシス・ブルーム、アレックス・ギブニー、マーク・シュミューガー                                                               | [ 7 ]         |
| 2013 (第25回) | Far Out Isn't Far Enough: The Tomi Ungerer Story                              | ブラッド・バーンスタイン、リック・シコフスキ                                                                                     | [ 7 ]         |
| 2013 (第25回) | Life According to Sam                                                         | アンドレア・ニックス・ファイン、ショーン・ファイン、ミリアム・ワイントローブ                                                     | [ 7 ]         |
| 2013 (第25回) | A Place at the Table                                                          | ジュリー・ゴールドマン、ライアン・ハリントン、クリスティ・ジェイコブソン、ロリ・シルバーブッシュ                                 | [ 7 ]         |
| 2013 (第25回) | Which Way Is the Front Line from Here? The Life and Time of Tim Hetherington  | ジェームス・ブラバゾン、ニック・クエステッド                                                                                     | [ 7 ]         |
| 2014 (第26回) | Life Itself                                                                   | ザック・パイパー、スティーヴ・ジェームズ、ギャレット・バッシュ                                                                   | [ 8 ]         |
| 2014 (第26回) | The Green Prince                                                              | ナダブ・シャーマン、ジョン・バトセック、サイモン・チン                                                                           | [ 8 ]         |
| 2014 (第26回) | 『世界を欺く商人たち』                                                        | ロバート・ケナー、メリッサ・ロブレド                                                                                             | [ 8 ]         |
| 2014 (第26回) | 『パーティクル・フィーバー 〜人類はヒッグス粒子を見た〜』                     | デヴィッド・E・カプラン、マーク・レヴィンソン、アンドレア・ミラー、カーラ・ソロモン                                              | [ 8 ]         |
| 2014 (第26回) | 『ヴィルンガ』                                                                | オーランド・ヴォン・アインシーデル、ジョアンナ・ナタセガラ                                                                       | [ 8 ]         |
| 2015 (第27回) | 『AMY エイミー』                                                              | ジェームズ・ゲイ＝リース | [ 9 ]         |
| 2015 (第27回) | 『ハンティング・グラウンド』                                                  | エイミー・ジーリング | [ 9 ]         |
| 2015 (第27回) | 『ルック・オブ・サイレンス』                                                  | シーネ・ビュレ・ソーレンセン | [ 9 ]         |
| 2015 (第27回) | 『MERU/メルー』                                                               | エリザベス・チャイ・ヴァサルヘリィ、ジミー・チン                                                                                 | [ 9 ]         |
| 2015 (第27回) | 『ユーラ ごみ捨て場の少女』                                                   | シグリッド・ディカイエール、ハンナ・ポラック                                                                                     | [ 9 ]         |
| 2016 (第28回) | O.J.: Made in America                                                         | エズラ・エデルマン、キャロライン・ウォーターロー                                                                                 | [ 10 ]        |
| 2016 (第28回) | 『ダンサー、セルゲイ・ポルーニン 世界一優雅な野獣』                           | ガブリエル・ターナ | [ 10 ]        |
| 2016 (第28回) | 『イーグルハンター 1000年の歴史を変えた「鷹匠」少女』                         | ステイシー・リース、オットー・ベル                                                                                               | [ 10 ]        |
| 2016 (第28回) | 『ぼくと魔法の言葉たち』                                                      | ジュリー・ゴールドマン、ロジャー・ロス・ウィリアムズ                                                                             | [ 10 ]        |
| 2016 (第28回) | 『テキサスタワー』                                                            | キース・メイトランド、スーザン・トムソン、ミーガン・ギルブライド                                                                 | [ 10 ]        |
| 2017 (第29回) | 『ジェーン』                                                                  | ブレット・モーゲン、ブライアン・バーク、トニー・ガーバー、ジェームズ・スミス                                                     | [ 11 ]        |
| 2017 (第29回) | 『チェイシング・コーラル -消えゆく珊瑚礁-』                                   | ジェフ・オーロースキー、ラリッサ・ローズ                                                                                         | [ 11 ]        |
| 2017 (第29回) | 『ラッカは静かに虐殺されている』                                              | マシュー・ハイネマン | [ 11 ]        |
| 2017 (第29回) | Cries from Syria                                                              | エフゲニー・アフィネフスキー、デン・トルモール、アーロン・I・バトラー                                                            | [ 11 ]        |
| 2017 (第29回) | Earth: One Amazing Day                                                        | スティーブン・マクドノー | [ 11 ]        |
| 2017 (第29回) | 『ジョシュア: 大国に抗った少年』                                              | マシュー・トーン、マーク・ラインハート、ジョー・ピスカテッラ                                                                     | [ 11 ]        |
| 2017 (第29回) | The Newspaperman: The Life and Times of Ben Bradlee                           | テディ・クンハート、ジョージ・クンハート                                                                                         | [ 11 ]        |
| 2018 (第30回) | 『ミスター・ロジャースのご近所さんになろう』                                  | モーガン・ネヴィル、ニコラス・マ、カリン・カポトスト                                                                             | [ 12 ] [ 13 ] |
| 2018 (第30回) | 『The Dawn Wall/ドーンウォール』                                              | ジョシュ・ローウェル、ピーター・モーティマー、フィリップ・マンダーラ                                                             | [ 12 ] [ 13 ] |
| 2018 (第30回) | 『フリーソロ』                                                                | エリザベス・チャイ・ヴァサルヘリィ、ジミー・チン、エヴァン・ヘイズ、シャノン・ディル                                             | [ 12 ] [ 13 ] |
| 2018 (第30回) | Hal                                                                           | クリスティン・ビービ、ジョナサン・リンチ、ブライアン・モロー                                                                     | [ 12 ] [ 13 ] |
| 2018 (第30回) | 『イントゥ・ザ・オカバンゴ』                                                  | ニール・ゲリナス | [ 12 ] [ 13 ] |
| 2018 (第30回) | 『RBG 最強の85才』                                                            | ベッツィ・ウェスト、ジュリー・コーエン                                                                                           | [ 12 ] [ 13 ] |
| 2018 (第30回) | 『まったく同じ3人の他人』                                                     | ベッキー・リード、グレース・ヒューズ＝ハレット                                                                                   | [ 12 ] [ 13 ] |
| 2019 (第31回) | 『アポロ11 完全版』                                                           | トッド・ダグラス・ミラー、トーマス・ペーターゼン                                                                                 | [ 14 ] [ 15 ] |
| 2019 (第31回) | Advocate                                                                      | フィリップ・ベライシェ、レイチェル・リア・ジョーンズ                                                                             | [ 14 ] [ 15 ] |
| 2019 (第31回) | 『アメリカン・ファクトリー』                                                  | スティーヴン・ボグナー、ジュリア・ライチャート、ジェフ・ライチャート                                                             | [ 14 ] [ 15 ] |
| 2019 (第31回) | 『ザ・ケーブ』                                                                | キルスティン・バーフォド、シグリッド・ダイヤール                                                                                 | [ 14 ] [ 15 ] |
| 2019 (第31回) | 『娘は戦場で生まれた』                                                        | ワアド・アル＝カデブ | [ 14 ] [ 15 ] |
| 2019 (第31回) | 『ハニーランド 永遠の谷』                                                     | アタナス・ゲオルギエフ、リュボミィル・ステファノフ                                                                               | [ 14 ] [ 15 ] |
| 2019 (第31回) | 『一人っ子の国』                                                              | クリストフ・イェルグ、ジュリー・ゴールドマン、クリストファー・クレメンツ、キャロリン・ヘップバーン、ナンフー・ワン、リン・ジャン | [ 14 ] [ 15 ] |

### 2020年代
| 年            | 作品                                                                 | プロデューサー | 参照                 |
| ------------- | -------------------------------------------------------------------- | --- | -------------------- |
| 2020 (第32回) | 『オクトパスの神秘: 海の賢者は語る』                                 | クレイグ・フォスター | [ 16 ]               |
| 2020 (第32回) | 『デヴィッド・アッテンボロー: 地球に暮らす生命』                     | ジョニー・ヒューズ | [ 16 ]               |
| 2020 (第32回) | 『ディック・ジョンソンの死』                                         | キルステン・ジョンソン、ケイティ・シェヴィニー、マリリン・ネス                                                                 | [ 16 ]               |
| 2020 (第32回) | Softie                                                               | トニー・カマウ、サム・ソコ | [ 16 ]               |
| 2020 (第32回) | A Thousand Cuts                                                      | ラモーナ・S・ディアス、リア・マリノ、ジュリー・ゴールドマン、クリストファー・クレメンツ、キャロリン・ヘップバーン              | [ 16 ]               |
| 2020 (第32回) | 『タイム』                                                           | ローレン・ドミノ、ケレン・クイン、ギャレット・ブラッドリー                                                                     | [ 16 ]               |
| 2020 (第32回) | 『白いトリュフの宿る森』                                             | マイケル・デウィック、グレゴリー・カーショウ                                                                                   | [ 16 ]               |
| 2021 (第33回) | 『サマー・オブ・ソウル（あるいは、革命がテレビ放映されなかった時）』 | ジョセフ・パテル、デヴィッド・ダイナースタイン、ロバート・フィヴォレント                                                       | [ 17 ] [ 18 ] [ 19 ] |
| 2021 (第33回) | Ascension                                                            | ジェシカ・キングドン、キラ・サイモン＝ケネディ、ネイサン・トゥルーズデル                                                       | [ 17 ] [ 18 ] [ 19 ] |
| 2021 (第33回) | 『ニューヨーク 第1波』                                               | | [ 17 ] [ 18 ] [ 19 ] |
| 2021 (第33回) | 『FLEE フリー』                                                      | | [ 17 ] [ 18 ] [ 19 ] |
| 2021 (第33回) | 『COVID-19 2つの大国の過ち/IN THE SAME BREATH』                      | ナンフー・ワン、ジアリン・チャン、ジュリー・ゴールドマン、クリストファー・クレメンツ、キャロリン・ヘプバーン                   | [ 17 ] [ 18 ] [ 19 ] |
| 2021 (第33回) | 『THE RESCUE 奇跡を起こした者たち』                                  | | [ 17 ] [ 18 ] [ 19 ] |
| 2021 (第33回) | Simple as Water                                                      | ロビン・ヘスマン、ミーガン・マイラン                                                                                           | [ 17 ] [ 18 ] [ 19 ] |
| 2021 (第33回) | 『燃えあがる女性記者たち』                                           | リントゥ・トーマス、スシュミト・ゴーシュ                                                                                       | [ 17 ] [ 18 ] [ 19 ] |
| 2022 (第34回) | 『ナワリヌイ』                                                       | オデッサ・レイ、ダイアン・ベッカー、メラニー・ミラー、シェーン・ボリス                                                         | [ 20 ] [ 21 ] [ 22 ] |
| 2022 (第34回) | 『オール・ザット・ブリーズ』                                         | アマン・マン、ショーナック・セン、テディ・レイファー                                                                           | [ 20 ] [ 21 ] [ 22 ] |
| 2022 (第34回) | 『クロティルダの子孫たち -最後の奴隷船を探して-』                    | マーガレット・ブラウン、カイル・マーティン、エッシー・チェンバーズ                                                             | [ 20 ] [ 21 ] [ 22 ] |
| 2022 (第34回) | 『ファイアー・オブ・ラブ 火山に人生を捧げた夫婦』                    | セーラ・ドーサ、シェーン・ボリス、イナ・フィッチマン                                                                           | [ 20 ] [ 21 ] [ 22 ] |
| 2022 (第34回) | Nothing Compares                                                     | エレナー・エンプタージュ、マイケル・マリー                                                                                     | [ 20 ] [ 21 ] [ 22 ] |
| 2022 (第34回) | 『米陸軍グリーンベレー 2021』                                        | マシュー・ハイネマン、ケイトリン・マクナリー                                                                                   | [ 20 ] [ 21 ] [ 22 ] |
| 2022 (第34回) | 『テリトリー アマゾンの攻防』                                        | シグリッド・ダイクヤール、ウィル・ミラー、リジー・ジレット、ダーレン・アロノフスキー、ガブリエル・ウチダ、アレックス・プリッツ | [ 20 ] [ 21 ] [ 22 ] |

## 複数回候補及び受賞者
| 受賞数 | 候補数 | 人物 (年)                                             |
| ------ | ------ | ----------------------------------------------------- |
| 2      | 5      | サイモン・チン (2008, 2011, 2012, 2014, 2018)         |
| 1      | 2      | アレックス・ギブニー (2010, 2013)                     |
| 1      | 2      | ジェームズ・ゲイ＝リース (2011, 2015)                 |
| 1      | 2      | シェーン・ボリス (2022)                               |
| 0      | 5      | ジュリー・ゴールドマン (2009, 2013, 2016, 2019, 2020) |
| 0      | 3      | ジョン・バトセック (2009, 2010, 2014)                 |
| 0      | 3      | シグリッド・ダイクヤール (2015, 2019, 2022)           |
| 0      | 2      | エリザベス・チャイ・ヴァサルヘリィ (2015, 2018)       |
| 0      | 2      | クリストファー・クレメンツ (2019, 2020)               |
| 0      | 2      | キャロリン・ヘップバーン (2019, 2020)                 |